# لطفی رباعی
لطفی رباعی (انگلیسی: Lotfi Rebai؛ زادهٔ ۱ فوریهٔ ۱۹۵۴) بازیکن هندبال اهل تونس بود.